# Festival d'Angoulême 2008
Le 35e festival international de la bande dessinée d'Angoulême s'est déroulé du 24 au 27 janvier 2008. 
Il est marqué par le retour dans le centre-ville des « bulles » qui accueillent les dédicaces, après deux ans de travaux, par l'inauguration d'un « Manga building », espace consacré à la bande dessinée asiatique et par la tenue d'un très grand nombre de conférences et d'animations.

## Affiche
L'affiche du festival d'Angoulême est un dessin réalisé par le président du festival en 2008, José Muñoz. Elle représente Alack Sinner, le héros de Carlos Sampayo et de José Muñoz, dansant le tango avec Billie Holiday. En dehors des logos des sponsors, l'affiche est plutôt dépouillée puisqu'elle ne contient que deux teintes de rouge, du noir, et du blanc.

## Palmarès

### Grand prix de la ville
Le grand prix de la ville d'Angoulême pour la 35e édition du festival est attribué au duo de dessinateurs et scénaristes Dupuy-Berberian (Philippe Dupuy et Charles Berberian). C'est la première fois dans l'histoire du prix que celui-ci est remis à deux personnes.

### Prix décernés par le grand jury
- Fauve d'or (Prix du meilleur album) : Là où vont nos pères de Shaun Tan (éd. Dargaud)
- Essentiels d'Angoulême : 
  - Exit Wounds de Rutu Modan (éd. Actes Sud BD)
  - Ma maman est en Amérique, elle a rencontré Buffalo Bill, de Jean Regnaud et Emile Bravo (éd. Gallimard)
  - La Marie en Plastique de Pascal Rabaté et David Prudhomme, (éd. Futuropolis)
  - Trois Ombres de Cyril Pedrosa (Shampooing/éd. Delcourt)
  - «R.G.» de Frederik Peeters et Pierre Dragon (Bayou/éd. Gallimard)
- Essentiel patrimoine : Moomin de Tove Jansson (éd. Le Petit Lézard).
- Essentiel Fnac/SNCF : Kiki de Montparnasse, de Catel et José-Louis Bocquet, (Ecritures/éd. Casterman)
- Essentiel jeunesse : Sillage, t. 10 : Retour de flammes, de Philippe Buchet et Jean-David Morvan (éd. Delcourt)
- Prix de la bande dessinée alternative : Turkey Comix no 16

## Sélection officielle
58 albums sont sélectionnés pour la compétition. 
| - Amer béton - intégrale, Taiyō Matsumoto, Tonkam - Acme Novelty Library, Chris Ware, Delcourt - Adèle Blanc-Sec, Jacques Tardi, Casterman - American Born Chinese, Gene Luen Yang, Dargaud - Capricorne, Andreas, Le Lombard - Baudelaire, Daniel Casanave et Noël Tuot, Les Rêveurs - Cancer and the city, Marisa Acocella Marchetto, L'Iconoclaste - L’autre fin du monde, Ibn Al Rabin, Atrabile - Chroniques birmanes, Guy Delisle, Shampooing / Delcourt - Le Chat du rabbin, Joann Sfar, Poisson Pilote / Dargaud - Château l'attente, Linda Medley, çà et là - Chaque chose, Julien Neel, Gallimard / Bayou - Le dernier mousquetaire, Jason, Carabas - Construire un feu, Christophe Chabouté, Vents d’Ouest - Death Note, Takeshi Obata et Tsugumi Ōba, Kana - Les cités obscures: La Théorie du grain de sable, François Schuiten et Benoît Peeters, Casterman - Don Juan Parade, Manu Larcenet, Joann Sfar et Lewis Trondheim, Delcourt - En route vers le New Jersey, Peter Bagge, Rackham - Djin Djin, Ralf König, Glénat - L'éléphant, Isabelle Pralong, Vertige Graphic - Epuisé, Joe Matt, Le Seuil - Faire semblant c’est mentir, Dominique Goblet, L’Association - Exit Wounds, Rutu Modan, Actes Sud BD - Le Feul, Jean-Charles Gaudin et Frédéric Peynet, Soleil - Gus, Christophe Blain, Dargaud - Le Grand Autre, Ludovic Debeurme, Cornélius | - Fido face à son destin, Sébastien Lumineau, Shampooing / Delcourt - Le Gros Lot, Nikola Witko, Carabas - Journal d’un fantôme, Nicolas de Crécy, Futuropolis - Helter Skelter, Kyōko Okazaki, Sakka / Casterman - Île Bourbon 1730, Appollo et Lewis Trondheim, Shampooing / Delcourt - Jérôme K. Jérôme Bloche tome 20, Alain Dodier, Dupuis - Journal d'une disparition, Hideo Azuma, Kana - Kiki de Montparnasse, Catel et Bocquet, écritures / Casterman - Ma maman est en Amérique, elle a rencontré Buffalo Bill, Jean Regnaud et Émile Bravo, Gallimard - La Marie en plastique, Pascal Rabaté et David Prudhomme, Futuropolis - Moi Je et caetera, Aude Picault, Warum - Par les chemins noirs, David B., Futuropolis - Mourir partir revenir - le jeu des hirondelles, Zeina Abirached, Cambourakis - Là où vont nos pères, Shaun Tan, Dargaud - Pascal Brutal Tome 2, Le mâle dominant, Riad Sattouf, Fluide glacial - Petite histoire des colonies françaises, Otto T. et Grégory Jarry, FLBLB - R.G., Frederik Peeters et Pierre Dragon, Bayou / Gallimard - Le Roman de Renart, Bruno Heitz, Fétiche / Gallimard - La topographie interne du M, Jean-Christophe Menu, Les Requins Marteaux - Trois Ombres, Cyril Pedrosa, Shampooing / Delcourt - La véritable histoire de Futuropolis, Florence Cestac, Dargaud - La vie secrète des jeunes, Riad Sattouf, L’Association - Vilebrequin, Obion et Arnaud Le Gouëfflec, Kstr / Casterman - XIII t. 18 : La Version irlandaise, Jean Van Hamme et Jean Giraud, Dargaud - L’âme du Kyudo, Hiroshi Hirata, Akata / Delcourt - L'art attentat, Francis Masse, Le Seuil |

### Prix du patrimoine
- Moomin, Tove Jansson, Le Petit Lézard
- Orfi aux enfers, Dino Buzzati, Actes Sud BD
- Je ne suis pas n’importe qui, Jules Feiffer, Futuropolis
- Mes problèmes avec les femmes, Robert Crumb, Cornélius
- Spirou et Fantasio, l’intégrale, André Franquin, Dupuis
- Un gentil garçon, Shin'ichi Abe, Cornélius

### Autres prix du festival
- Prix BD des collégiens de Poitou-Charentes : L'envolée sauvage de Laurent Galandon et Arno Monin, Bamboo édition.
- Première édition du prix récompensant la « révélation blog BD »[3] : Aseyn

### Prix décernés en marge du festival
- Le premier prix des lecteurs du journal Libération, décerné à l'occasion de l'ouverture du festival d'Angoulême a été remis à l'album Colibri de Guillaume Trouillard (Editions de la Cerise).

## Déroulement du festival

### Disposition
Cette année, le festival s'est recentré sur les sites historiques d'implantation des « bulles » : Le Champ de Mars et la place New York.

### Expositions
- La bande dessinée argentine vue par José Muñoz
- Sergio Toppi
- Villes du futur
- 35 ans de grands prix
- Lou !
- Clamp
- Exposition jeunes talents
- Exposition du concours de la bd scolaire
- Luciano Bottaro
- Ben Katchor

### Spectacles
- « Concert de dessins : Tango », d'après un scénario de Lewis Trondheim, avec Lewis Trondheim, Alfred, Zep, Clément Oubrerie, Ville Ranta, Bastien Vivès, Philippe Dupuy, Berberian, José Muñoz et Jean-Louis Tripp, musique d'Areski Belkacem, avec Haydée Alba, Bobby Jocky, Dondieu Divin et Fernando Fiszbein, mise en scène de Benoît Mouchart.
- « Concert de Thomas Fersen illustré par Joann Sfar ».
- « Sale Affaire, du sexe et du crime » de et avec Yolande Moreau, spectacle illustré par Pascal Rabaté, mis en scène par Michel Archimbaud et Benoît Mouchart.
- « Impro-BD », coproduit avec Fluide Glacial, mis en scène de Thierry Tinlot, avec Bercovici, Berberian, Mo/CDM, Jean-Christophe Chauzy (Angoulême, 2008).

### ExpositionsOff
- Café Creed
- Exposition Colibri (Éditions de la Cerise) à l'Hôtel de Ville d'Angoulême

### Événements
- Le festival a reçu la visite de Christine Albanel, ministre de la culture, le 24 janvier 2008.
- Luc Besson est venu lancer une nouvelle maison d'éditions lors d'une conférence de presse
- Pour le cinquantenaire des Schtroumpfs, des milliers de figurines blanches d'une quinzaine de centimètres représentant ces personnages ont été disposées dans la ville, offertes aux festivaliers et aux angoumoisins.